# Apulia
Apulia (numită în italiană Puglia)  este o regiune din  sudul Italiei, situată între Marea Adriatică și Marea Ionică, aproape de Albania, care cuprinde "tocul"  și "pintenul" marii cizme a Peninsulei Apenine. La sud-vest, țărmurile sale sunt scăldate de apele Golfului Taranto (Marea Ionică), iar la nord, de valurile Adriaticii. 

## Istorie
Apulia, locuită inițial de iliri, a fost colonizată de greci în secolul VIII î.Hr. Pe coasta Mării Adriatice au debarcat coloniștii din Micene, în timp ce pe țărmul Mării Ionice s-au stabilit proscrișii din Sparta. Aceștia din urmă au întemeiat orașul Taranto în anul 706 î.Hr.. Meșteri artizani și negustori harnici au contribuit la înflorirea orașului. Grație avuției lor, locuitorii din Taranto și-au putut permite să organizeze trupe de mercenari și să angajeze serviciile unor comandanți de renume, făcând astfel față cu succes dușmanilor.
În anul 279 î.Hr., Pyrrhus, regele Epirului, a reușit chiar să înfrângă puternica armată romană în apropiere de  Ausculum. Însă armata sa a suferit pierderi atât de grele cu această ocazie, încât patru ani mai târziu regele s-a predat romanilor la Beneventum. povestea sa a dat naștere expresiei "victorie a la Pyrrhus".
Pe vremea romanilor, Apulia nu a avut parte de prea multă liniște. Pe teritoriul său s-au purtat, între anii  218 - 202 î.Hr., bătăliile celui de al doilea război punic dintre Roma și Cartagina. În nordul Apuliei, la Cannae, romanii au suferit, în 216 î.Hr., cea mai grea înfrângere din istoria luptelor împotriva comandantului cartaginez Hannibal : au fost uciși atunci 50.000 dintre cei 86.000 de soldați ai imperiului.
În anul 1130, Apulia a devenit parte integrantă a Regatului Siciliei. În acele vremuri, din porturile sale au ridicat pânzele numeroase corăbii cu cruciați la bord. Din 1282, Apulia a intrat sub controlul Regatului Napoli, pentru a se alătura apoi Regatului Unit al Italiei în 1860.

## Geografie
Din punct de vedere fiziografic Apulia este, în comparație cu alte colțuri ale peninsulei, ținutul italian cel mai puțin caracteristic: terenurile muntoase ocupă numai 1% din suprafața sa, iar câmpiile 54%. Restul regiunii este alcătuit din podișuri.
Clima este subtropicală cu veri lungi și fierbinți în care bate vântul cald și uscat numit "sirocco", primăveri și toamne călduroase, ierni scurte și ploioase. Cantitatea medie anuală de precipitații este de 600 mm.

## Structură administrativă

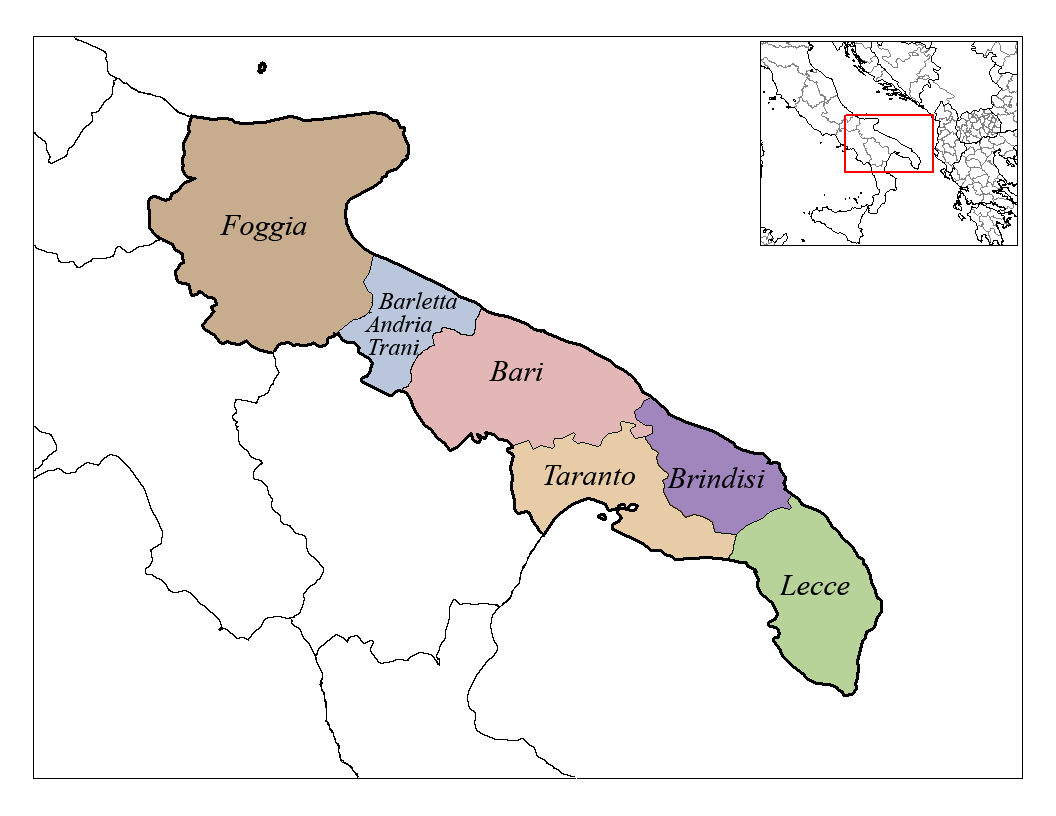
Provinciile regiunii Puglia

Regiunea este divizată în cinci provincii:
- Bari,
- Brindisi,
- Foggia,
- Lecce,
- Taranto.

Capitala provinciei este Bari, și alte orașe mari sunt:
- Otranto
- Alberobello
- Gravina in Puglia
- Bitonto
- Trani
- Molfetta
- Santa Maria di Leuca
- Mesagne
- Ruvo di Puglia
- Gioia del Colle
- Manduria

## Economie
Agricultura reprezintă fundamentul economiei regiunii Apulia. O mare importanță o au culturile de măsline și de migdale, precum și producția de vin și de ulei de măsline. Irigațiile au contribuit la creșterea productivității culturilor de cereale și de tutun. Apulia de luptă de secole cu problema cantităților insuficiente de apă. Solurile sale afânate și calcaroase absorb imediat stropii aduși de ploile prea rare. Sistemul complex (dar deja insuficiente) de irigații colectează apa din bazinul râului Sele din Campania și o distribuie prin numeroase canale în întreaga regiune. Pe terenurile montane se cresc ovine.

## Turism

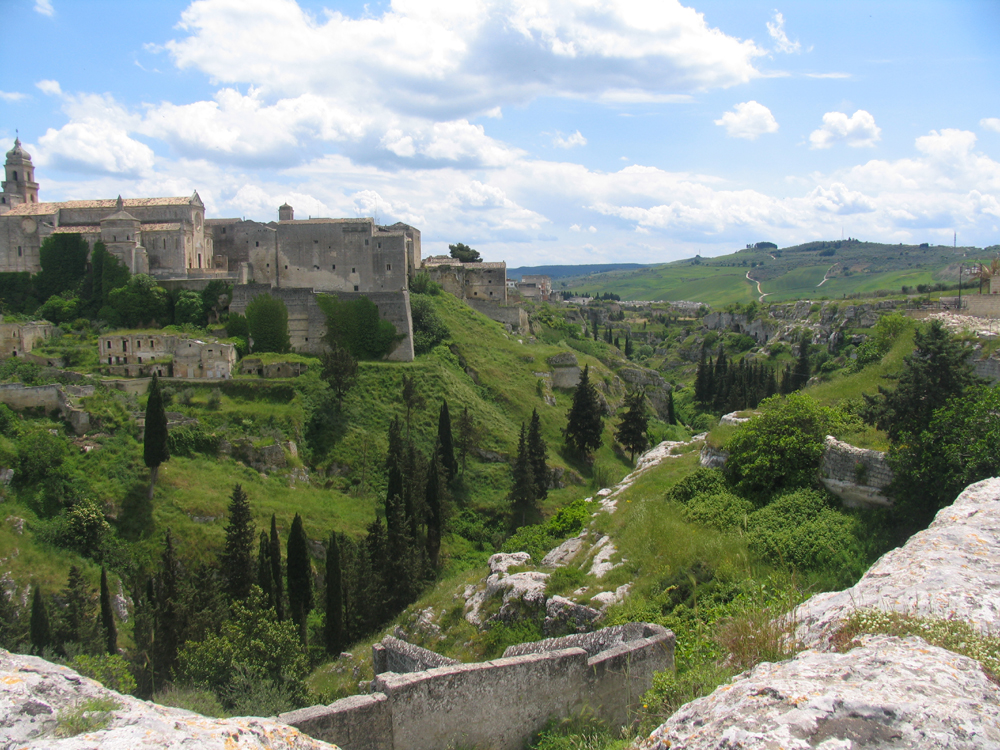
Gravina in Puglia

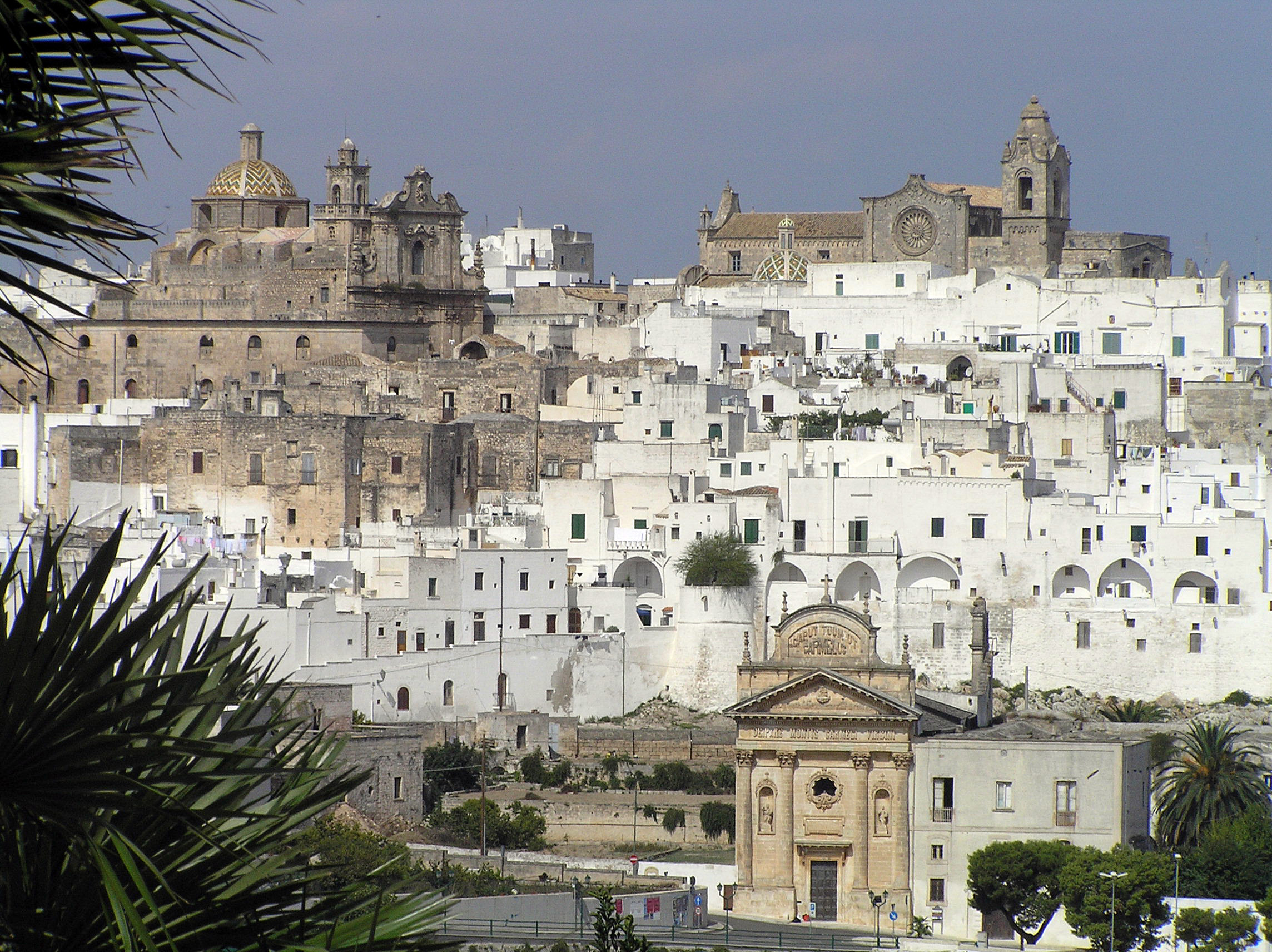
Ostuni

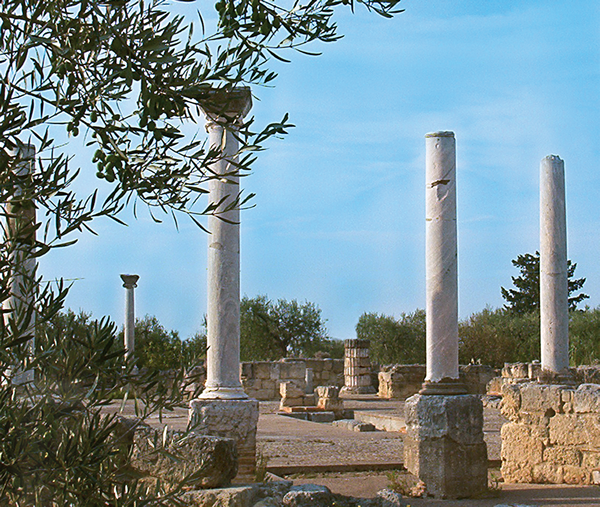
tempio de Canosa di Puglia

Coastele Apuliei se  întind de la localitatea Marina di Ginose din apropiere de Taranto până la granițele provinciei Molise. Pe țărmul mării se află sate pescărești și stațiuni de odihnă  vizitate cu plăcere  de turiști. Călătorii în căutare de relaxare pot găsi aici locuri pe placul lor: golfuri liniștite și izolate.
Vizitatorii aflați în vacanță sunt atrași de grota Castellana, de peștera Polignano și de Castelul del Monte, datând din secolul XIII. În ținutul pintenului italian (protuberanța Peninsulei Apenine situată la nord de Golful Manfredonia) se ridică Muntele Gargano, care atinge altitudini de peste 1.000 de metri. Cu toate acestea, numeroase regiuni din Apulia  nu sunt încă explorate din punct de vedere turistic.
În Apulia, demne de atenție sunt nu numai marile orașe, precum Taranto sau Bari, sau stațiunile de lux din Peninsula Gargano. În centrul regiunii, în apropiere de Alberobello, peisajul este dominat de trulli, case tradiționale rotunde cu acoperișuri conice, construite fără mortar din calcarul disponibil în  împrejurimi. Zidurile acestor case sunt de obicei vopsite în alb, iar acoperișurile sunt adeseori împodobite cu decorații de piatră cu semnificații religioase sau magice. În orășelele din zonă poate fi simțită atmosfera sudului Italiei cu puternice influențe culturale orientale, în timp ce în nordul Apuliei merită vizitate numeroasele cetăți întărite.